# Fotorealismus

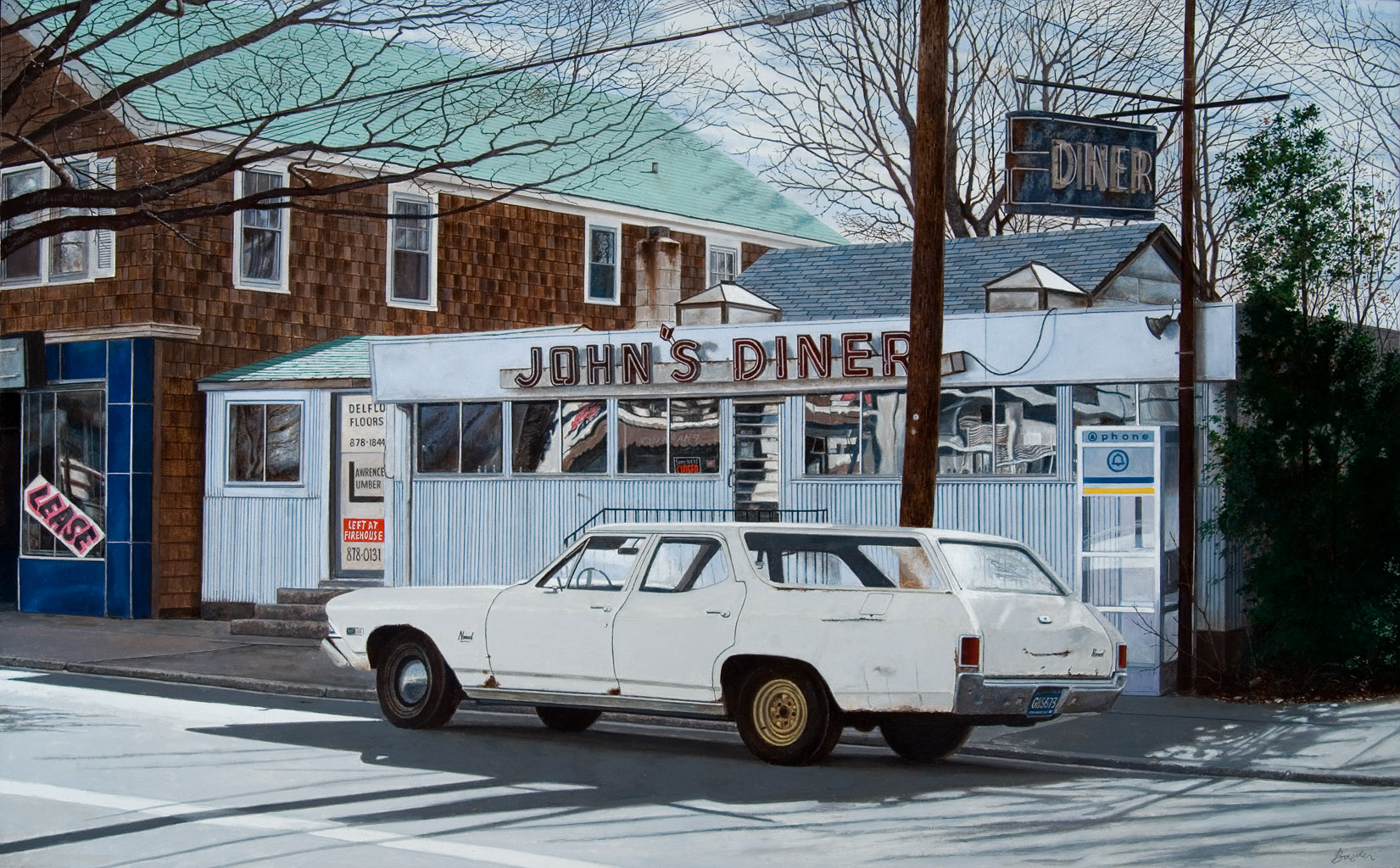
John Baeder: John's Diner with John's Chevelle, 2007 (olej na plátně, 30×48 palců)

Fotorealismus (anglicky photorealism) je směr v malbě charakterizovaný návratem k realistickému figurativnímu zobrazování, který se prosadil a byl populární zejména v 60. a 70. letech ve Spojených státech. Proti nefigurativním směrům dominujícím do této doby v západním umění se fotorealističtí malíři snažili zachycovat skutečné objekty zpravidla na základě fotografie, respektive fotorealistické malby, jsou často imitací fotografie, takže nejsou zcela realistické, ale přebírají různé chyby a deformace, které se na fotografických obrazech z technických důvodů objevují (např. deformace perspektivy, rozostření, plošnost apod.). Mezi přední fotorealisty patří Chuck Close, Richard Estes, Ralph Goings, Duane Hanson a další.
Pojem fotorealismus se částečně překrývá s pojmem hyperrealismus.

## Galerie

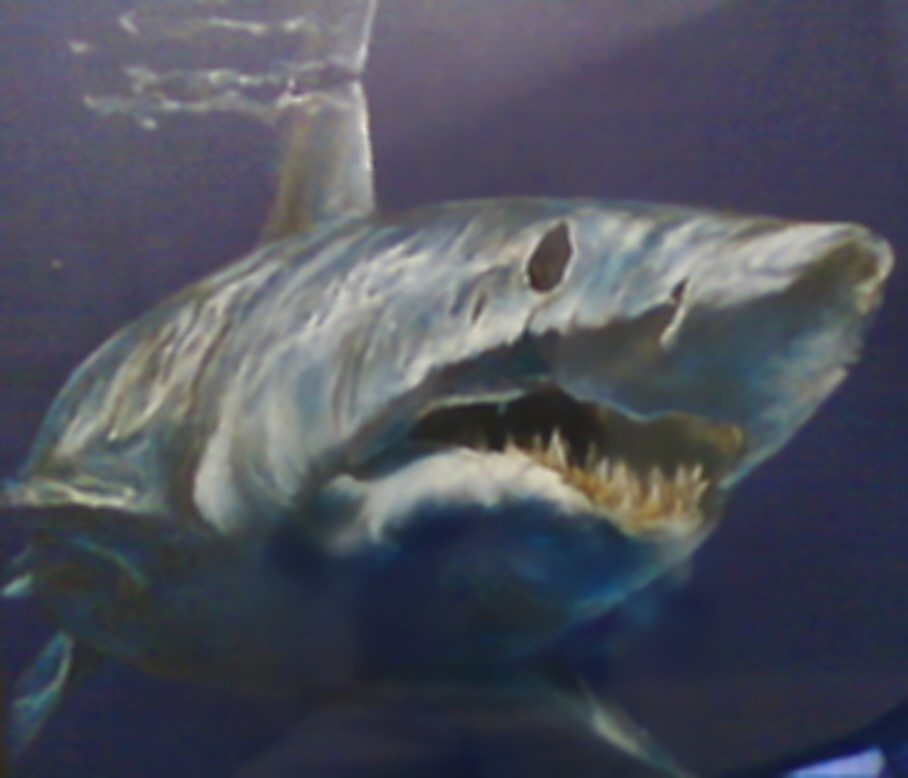
Dean John Lazzaro: barevná tužka, papír